# Arte (asociación civil)
Arte, A.C. Instituto de Estudios Superiores de Diseño - es una Asociación Civil fundada el 22 de marzo de 1955 que fomenta el Arte al impulsar la primera escuela de teatro, la primera universidad de diseño, la primera sala de exposiciones, la primera en impulsar a los artistas locales de la región norte de México. Fundada en el año de 1955 bajo el auspicio de Rosario Garza Sada de Zambrano y de Romelia Domene de Rangel.
Esta institución permitió desarrollar su arte a José Luis Cuevas, Leonora Carrington, Remedios Varo, Arnold Belkins, Enrique Pedro, Rafael Coronel, Rufino Tamayo, Jorge González Camarena y el Dr. Atl.

## Inicios
Alrededor de 1953, Jorge González Camarena se encontraba en Monterrey porque habría de construir el mural del Tecnológico de Monterrey. Al mismo tiempo, durante el verano, el maestro Adolfo Laubner llegó al Tec para dar un curso de escultura en el que participaron durante varios años Domene de Rangel y Garza Sada de Zambrano.
González Camarena le propuso al Tec la idea de crear un espacio cultural, pero en ese tiempo no había presupuesto para un local y el campus estaba a las afueras de la Ciudad, no había transporte para llegar ahí, así que no fue aceptado.
González Camarena, el maestro Laubner, Garza Sada de Zambrano y Domene de Rangel, entre otros enamorados del arte, acostumbraban a reunirse después de sus talleres, y fue en una de esas reuniones donde González Camarena las comprometió a formar esta institución.
Entre los miembros fundadores del consejo consultivo estaba Gerardo Murillo, conocido como el Dr. Atl, quien fue de los primeros en ocupar las salas junto con pintores como Carlos Orozco Romero, Raúl Anguiano y Fernando Castro Pacheco, entre otros.

### Integración al Tecnológico de Monterrey
La integración Arte AC y Tecnológico de Monterrey
Las obras visionarias de dos hermanos surgen con el propósito de impulsar con mayor fuerza el desarrollo cultural de esta ciudad. Así como Don Eugenio Garza Sada buscó el impulso industrial del país, mediante una institución de educación superior, su hermana Doña Rosario, buscó el impulso artístico, mediante un espacio que promoviera la cultura y las artes.
Después de 54 años de promoción y desarrollo artístico en el noreste del país, Arte AC, se integra al Instituto Tecnológico y de Estudios Superiores de Monterrey, uniendo esfuerzos para potencializar el arte y la cultura en la comunidad.

### Actualidad
Actualmente Arte A.C. imparte las licenciaturas en diseño gráfico, de interiores e indumentaria (modas) y preparatoria general. 
Arte A.C. es la única escuela en México donde se estudia exclusivamente diseño y que está acreditada 100% por FIMPES Federación de Instituciones Mexicanas Particulares de Educación Superior.
Arte A.C. es la escuela de diseño que implementó hace más de 55 años el modelo educativo que contempla la impartición de los cursos en grupos pequeños, de forma que la atención de sus profesores hacia los estudiantes es prácticamente personalizada. 

## Cronología
En el año 1977, quedó oficialmente instituida como universidad.
En el año 2010, se integró a la Escuela de Arquitectura, Arte y Diseño (EAAD) del Tecnológico de Monterrey, Campus Monterrey